# Бордунов, Виктор Никитович
Виктор Никитович (в наградном листе — Николаевич) Бордунов (1920—1976) — старший сержант Рабоче-крестьянской Красной Армии, участник Великой Отечественной войны, Герой Советского Союза (1945). Помощник командира взвода 664-го стрелкового полка 130-й стрелковой дивизии 28-й армии 1-го Белорусского фронта.

## Биография
Виктор Бордунов родился 24 сентября 1920 года в городе Харькове в рабочей семье. Получил неполное среднее образование. В 1939 году был призван на службу в Рабоче-крестьянскую Красную Армию. С 1941 года — на фронтах Великой Отечественной войны. Участвовал в боях на Северо-Кавказском, 1-м Украинском, 1-м и 2-м Белорусских фронтах.
К июню 1944 года сержант Виктор Бордунов был помощником командира стрелкового взвода 664-го стрелкового полка 130-й стрелковой дивизии 28-й армии 1-го Белорусского фронта. Отличился во время освобождения Белорусской ССР.
28 июня 1944 года Бордунов, заменив погибшего в бою командира взвода, успешно разгромил немецкую засаду на правом берегу реки Птичь у деревни Козёл Полесской (ныне — Гомельской) области. Бойцы взвода Бордунова заставили противника отступить, нанеся ему большие потери в живой силе и технике. Действия взвода способствовали успешному выполнению боевой задачи батальоном.
Указом Президиума Верховного Совета СССР от 24 марта 1945 года за «образцовое выполнение боевых заданий командования на фронте борьбы с немецко-фашистскими захватчиками и проявленные при этом мужество и героизм» сержант Виктор Бордунов был удостоен высокого звания Героя Советского Союза с вручением ордена Ленина и медали «Золотая Звезда» за номером 8034.
В 1945 году вступил в ВКП(б). После окончания войны в звании старшего сержанта Бордунов был демобилизован. Проживал и работал в Харькове. Умер 4 февраля 1976 года.
Был также награждён рядом медалей.

## Память
- Мемориальная доска в память о Бордунове установлена Российским военно-историческим обществом на здании Мартыновской средней школы Ростовской области, где он учился.